# Buenavista (Boyacá)
Buenavista è un comune della Colombia facente parte del dipartimento di Boyacá.
Il comune venne istituito il 9 febbraio 1822.